# Cens dels Estats Units del 1960

El Cens dels Estats Units del 1960, és el 18è cens dels Estats Units, va ser dirigit per l'Oficina del Cens dels Estats Units, determinà que la població resident als Estats Units era de 179.323.175, amb un increment del 18,5% respecte a les 151.325.798 persones del cens del 1950.

## Rànquing estatal
| Rang | Estat                 | Població   |
| ---- | --------------------- | ---------- |
| 1    | Nova York             | 16,827,000 |
| 2    | Califòrnia            | 15,850,000 |
| 3    | Pennsilvània          | 11,343,000 |
| 4    | Illinois              | 10,113,000 |
| 5    | Ohio                  | 9,739,000  |
| 6    | Texas                 | 9,617,000  |
| 7    | Michigan              | 7,848,000  |
| 8    | Nova Jersey           | 6,099,000  |
| 9    | Massachusetts         | 5,167,000  |
| 10   | Florida               | 4,951,560  |
| 11   | Indiana               | 4,677,000  |
| 12   | Carolina del Nord     | 4,563,000  |
| 13   | Missouri              | 4,331,000  |
| 14   | Virginia              | 3,978,000  |
| 15   | Wisconsin             | 3,964,000  |
| 16   | Geòrgia               | 3,949,000  |
| 17   | Tennessee             | 3,573,000  |
| 18   | Minnesota             | 3,426,000  |
| 19   | Alabama               | 3,273,000  |
| 20   | Louisiana             | 3,270,000  |
| 21   | Maryland              | 3,116,000  |
| 22   | Kentucky              | 3,047,000  |
| 23   | Washington            | 2,860,000  |
| 24   | Iowa                  | 2,761,000  |
| 25   | Connecticut           | 2,548,000  |
| 26   | Carolina del Sud      | 2,392,000  |
| 27   | Oklahoma              | 2,333,000  |
| 28   | Mississipi            | 2,180,000  |
| 29   | Kansas                | 2,178,000  |
| 30   | Virgínia de l'Oest    | 1,857,000  |
| 31   | Arkansas              | 1,788,000  |
| 32   | Oregon                | 1,773,000  |
| 33   | Colorado              | 1,758,000  |
| 34   | Nebraska              | 1,414,000  |
| 35   | Arizona               | 1,318,000  |
| 36   | Maine                 | 974,000    |
| 37   | Nou Mèxic             | 958,000    |
| 38   | Utah                  | 896,000    |
| 39   | Rhode Island          | 857,000    |
| x    | Districte de Colúmbia | 762,000    |
| 40   | Dakota del Sud        | 682,000    |
| 41   | Montana               | 678,000    |
| 42   | Idaho                 | 671,000    |
| 43   | Hawaii                | 642,000    |
| 44   | Dakota del Nord       | 634,000    |
| 45   | Nou Hampshire         | 609,000    |
| 46   | Delaware              | 449,000    |
| 47   | Vermont               | 391,000    |
| 48   | Wyoming               | 332,000    |
| 49   | Nevada                | 288,000    |
| 50   | Alaska                | 228,000    |